# Juan Lebrón
Juan Lebrón Chincoa (El Puerto de Santa María, 30 januari 1995) is een Spaans padeller.

## Levensloop
Lébron begon met padel in La Isleta, alwaar hij opgroeide. Op 17-jarige leeftijd verhuisde hij naar Madrid.
In 2016 vormde hij een duo met Gabriel Reca met wie hij er in slaagde om door te stoten tot de top 30 van de wereldranglijst. Vervolgens vormde hij achtereenvolgens een duo met Marcello Jardim, Adrián Allemandi, Juan Cruz Belluati en Juan Martín Díaz. In 2019 begon hij samen te spelen met Paquito Navarro. Dat jaar voerde hij tevens een eerste maal de wereldranglijst aan. Van 2020 tot 2024 vormde hij een duo met Alejandro Galán.. Zij voerden samen jarenlang de wereldranglijst aan. In 2024 kwam het tot een split na zijn uitbarsting op de Qatar Major. Na een kort samenspel met Martin Di Nenno speelt hij anno 2025 samen met Franco Stupaczuk. Ondertussen zakte hij naar plaats 6 op de FIP world ranking.

## Resultaten
2019
- Alicante Open (met Paquito Navarro)
- Jaén Open (met Paquito Navarro)
- Valladolid Master (met Paquito Navarro)
- Bastad Open (met Paquito Navarro)
- São Paulo Open (met Paquito Navarro)

2020
- Estrella Damm Open ( met Alejandro Galán)
- Madrid Open (met Alejandro Galán)
- Adeslas Open (met Alejandro Galán)
- Estrella Damm València Open (met Alejandro Galán)